# MEG-Experiment
MEG (englisch: Mu to E Gamma) war ein Experiment der Teilchenphysik am Paul Scherrer Institut, das nach dem Zerfall eines Antimyons in ein Positron und ein Photon sucht:
{\displaystyle \mu ^{+}\to e^{+}\gamma }
Dieser Zerfall ist im Standardmodell der Teilchenphysik extrem unwahrscheinlich, da die Leptonenzahl geändert wird. In mehreren neuen Theorien, insbesondere Supersymmetrie, ist dieser Zerfall deutlich häufiger. MEG untersuchte Myonzerfälle von 2008 bis 2013, eine verbesserte Version des Experiments zur Erhöhung der Präzision ist geplant (s. u.).
MEG nutzte einen Myonenstrahl mit 30 Millionen Myonen pro Sekunde, der ein Kunststofftarget traf. Die Myonrate war ein Kompromiss zwischen einer hohen Zahl an untersuchten Zerfällen und dem Untergrund von mehreren nahezu gleichzeitigen Zerfällen. Der untersuchte Zerfallskanal erzeugt ein Positron und ein Photon, die beide mit einer Energie von 52,8 MeV davonfliegen, aber in genau entgegengesetzte Richtungen. Eine Driftkammer in einem magnetischen Feld wurde genutzt, um die Energie des Positrons zu messen, ein Szintillator aus flüssigem Xenon mit Photomultipliern maß die Energie des Photons.
Im Mai 2016 veröffentlichten die Forscher mit einer Analyse des gesamten Datensatzes die bislang beste Obergrenze für die Zerfallswahrscheinlichkeit:
{\displaystyle \mathrm {B} <4{,}2\cdot 10^{-13}}.
Dies ist um einen Faktor 30 besser als die vorherige Obergrenze des MEGA-Experiments.
2014 wurden Pläne für einen verbesserten Detektor MEG-II vorgestellt. Dieser soll den Zerfall nachweisen, falls er häufig genug stattfindet, oder die Obergrenze der Zerfallswahrscheinlichkeit um einen weiteren Faktor 10 verbessern. Die Datennahme sollte 2016 beginnen, verzögerte sich aber.